# Bengt Hedberg
Bengt Erland Hedberg, född 7 januari 1868 i Jakobs församling, Stockholm, död 31 januari 1953 i Gränna stadsförsamling, var en svensk målare.

## Biografi
Hedberg var son till författaren Frans Hedberg och hans hustru Amanda (född Broman) samt bror till Walborg, Tor, Karl och Nils Hedberg.
Han studerade vid Konsthögskolan 1891–1898. Därefter följde studieresor till England och Skottland 1903 samt Tyskland och Italien 1910–1911. Mellan 1907 och 1908 var han styrelseledamot i konstnärsgruppen De Frie. Från 1911 bodde Hedberg i Gränna och tillhörde länge konstnärskolonin där. Han ägnade sig mestadels åt landskapsmålning, särskilt med motiv från Vättern, i realistisk och stämningsbetonad stil. Hedberg är bland annat representerad i Thielska galleriet, Nordiska museet, Uppsala universitetsbibliotek och Nationalmuseum i Stockholm.
Han var gift med sjukgymnasten Elna Törnros (1875–1950) från 1904. Makarna Hedberg är begravda på Gränna kyrkogård.